# رئیس ستاد مشترک نیروهای مسلح ایالات متحده آمریکا
رئیس ستاد مشترک نیروهای مسلح (به انگلیسی: Chairman of the Joint Chiefs of Staff) بر اساس قوانین آمریکا، بالاترین جایگاه نظامی بین تمامی نیروهای مسلح قلمداد می‌شود. شخصی که به عنوان رئیس ستاد مشترک انتخاب شود در واقع مشاور ریاست جمهوری، شورای ملی امنیت، شورای امنیت میهن و وزیر دفاع می‌باشد. در حالی که رئیس ستاد مشترک بالاترین جایگاه نظامی در آمریکاست، ولی شخص رئیس هیچ قدرت عملیاتی نداشته، فقط به عنوان مشاور و دستیار رئیس‌جمهور و وزیر دفاع آمریکا فعالیت می‌کند. با این حال، رئیس ستاد مشترک به رئیس‌جمهور و وزیر دفاع در انجام وظایف فرماندهی آنها کمک می‌کند. رئیس کنونی ستاد مشترک نیروهای مسلح آمریکا، ژنرال دن کین است.
رئیس ستاد مشترک جلسات ستاد مشترک نیروهای مسلح ایالات متحده آمریکا را تشکیل می‌دهد و فعالیت‌های ستاد مشترک را هماهنگ می‌کند. ستاد مشترک نیروهای مسلح یک نهاد مشورتی در وزارت دفاع است که شامل: رئیس ستاد مشترک، جانشین رئیس ستاد مشترک، رئیس ستاد نیروی زمینی، فرمانده سپاه تفنگداران دریایی، فرمانده عملیات دریایی، رئیس ستاد نیروی هوایی، رئیس عملیات فضایی و رئیس گارد ملی است.
پست ریاست قانونی و دائمی ستاد مشترک با اصلاحات سال ۱۹۴۹ در لایحه امنیت ملی ایجاد شد. قانون گلدواتر-نیکولز در سال ۱۹۸۶ رئیس ستاد مشترک را در مقام اول از افراد «مشاور اصلی نظامی» رئیس‌جمهور و وزیر دفاع قرار داد.
دفتر ستاد مشترک نیروهای مسلح توسط مدیر ستاد مشترک اداره می‌شود و متشکل از پرسنل نظامی از تمام شاخه‌ها است، به رئیس ستاد در انجام وظایفش در قبال رئیس جمهور و وزیر دفاع کمک می‌کند و به عنوان واسطه و جمع‌آوری‌کننده اطلاعات بین رئیس ستاد مشترک و فرماندهان رزمی عمل می‌کند.
اگرچه دفتر رئیس ستاد مشترک بسیار مهم و بسیار معتبر تلقی می‌شود، اما نه رئیس، نه جانشین رئیس ستاد مشترک و نه ستاد نیروی زمینی به‌عنوان یک نهاد، هیچ گونه اختیار فرماندهی بر نیروهای رزمی ندارند. قانون گلدواتر-نیکولز، زنجیره فرماندهی عملیاتی را از رئیس‌جمهور تا وزیر دفاع به‌طور مستقیم به فرماندهان فرماندهی‌های یکپارچه رزمی منتقل می‌کند. با این حال، روسای ستاد نیروها بر تخصیص پرسنل و نظارت بر منابع و نیروی انسانی اختصاص داده شده به فرماندهی‌های رزمی در سازمان‌های مربوطه خود اختیار دارند.
رئیس ستاد مشترک همچنین می‌تواند مطالب و اولویت‌های رئیس‌جمهور و وزیر دفاع را به فرماندهان رزمی منتقل کند و در صورت لزوم بودجه اضافی را به فرماندهان رزمی اختصاص دهد. رئیس ستاد همچنین تمام وظایف دیگر مقرر در بند ۱۰ قانون ایالات متحده را انجام می‌دهد یا آن وظایف و مسئولیت‌ها را به سایر افسران ستاد مشترک واگذار می‌کند.

## روسای ستاد
| ر. | تصویر                 | رئیس ستاد مشترک                                  | آغاز تصدی     | پایان تصدی      | طول دوران      | شاخه                                      | وزیر دفاع ایالات متحده آمریکا             | رئیس‌جمهور ایالات متحده آمریکا       |
| -- | --------------------- | ------------------------------------------------ | ------------- | --------------- | -------------- | ----------------------------------------- | ----------------------------------------- | ----------------------------------- |
| ۱  | عمر بردلی             | ژنرال نیروی زمینی عمر بردلی (۱۹۸۱–۱۸۹۳)          | ۱۹ اوت ۱۹۴۹   | ۱۵ اوت ۱۹۵۳     | ۳ سال، ۳۶۱ روز | نیروی زمینی ایالات متحده آمریکا           | لویی جانسون جرج مارشال رابرت لاوت         | هری ترومن دوایت آیزنهاور            |
| ۲  | آرتور ویلیام رادفورد  | ادمیرال آرتور ویلیام رادفورد (۱۹۷۳–۱۸۹۶)         | ۱۵ اوت ۱۹۵۳   | ۱۵ اوت ۱۹۵۷     | ۴ سال، ۰ روز   | نیروی دریایی ایالات متحده آمریکا          | چارلز اروین ویلسون                        | دوایت آیزنهاور                      |
| ۳  | ناتان توئینینگ        | ژنرال ناتان توئینینگ (۱۹۸۲–۱۸۹۷)                 | ۱۵ اوت ۱۹۵۷   | ۳۰ سپتامبر ۱۹۶۰ | ۳ سال، ۴۶ روز  | نیروی هوایی ایالات متحده آمریکا           | چارلز اروین ویلسون نیل مک‌الروی توماس گیتس | دوایت آیزنهاور                      |
| ۴  | لیمن لمنیتزر          | ژنرال لیمن لمنیتزر (۱۹۸۸–۱۸۹۹)                   | ۱ اکتبر ۱۹۶۰  | ۳۰ سپتامبر ۱۹۶۲ | ۲ سال، ۰ روز   | نیروی زمینی ایالات متحده آمریکا           | توماس گیتس رابرت مک‌نامارا                 | دوایت آیزنهاور جان اف. کندی         |
| ۵  | مکسول تیلور           | ژنرال مکسول تیلور (۱۹۸۷–۱۹۰۱)                    | ۱ اکتبر ۱۹۶۲  | ۱ ژوئیه ۱۹۶۴    | ۱ سال، ۲۷۵ روز | نیروی زمینی ایالات متحده آمریکا           | رابرت مک‌نامارا                            | جان اف. کندی لیندون بی. جانسون      |
| ۶  | ارل ویلر              | ژنرال ارل ویلر (۱۹۷۵–۱۹۰۸)                       | ۳ ژوئیه ۱۹۶۴  | ۲ ژوئیه ۱۹۷۰    | ۵ سال، ۳۶۴ روز | نیروی زمینی ایالات متحده آمریکا           | رابرت مک‌نامارا کلارک کلیفورد ملوین لیرد   | لیندون بی. جانسون ریچارد نیکسون     |
| ۷  | توماس هینمن مورر      | ادمیرال توماس هینمن مورر (۲۰۰۴–۱۹۱۲)             | ۲ ژوئیه ۱۹۷۰  | ۱ ژوئیه ۱۹۷۴    | ۳ سال، ۳۶۴ روز | نیروی دریایی ایالات متحده آمریکا          | ملوین لیرد الیوت ریچاردسون جیمز شلسینگر   | ریچارد نیکسون                       |
| ۸  | جورج اسکرچلی براون    | ژنرال جورج اسکرچلی براون (۱۹۷۸–۱۹۱۸)             | ۱ ژوئیه ۱۹۷۴  | ۲۰ ژوئن ۱۹۷۸    | ۳ سال، ۳۵۴ روز | نیروی هوایی ایالات متحده آمریکا           | جیمز شلسینگر دونالد رامسفلد هرولد براون   | ریچارد نیکسون جرالد فورد جیمی کارتر |
| ۹  | دیوید چارلز جونز      | ژنرال دیوید چارلز جونز (۲۰۱۳–۱۹۲۱)               | ۲۱ ژوئن ۱۹۷۸  | ۱۸ ژوئن ۱۹۸۲    | ۳ سال، ۳۶۲ روز | نیروی هوایی ایالات متحده آمریکا           | هرولد براون کاسپار واینبرگر               | جیمی کارتر رونالد ریگان             |
| ۱۰ | جان ویلیام ویسی       | ژنرال جان ویلیام ویسی (۲۰۱۶–۱۹۲۲)                | ۱۸ ژوئن ۱۹۸۲  | ۳۰ سپتامبر ۱۹۸۵ | ۳ سال، ۱۰۴ روز | نیروی زمینی ایالات متحده آمریکا           | کاسپار واینبرگر                           | رونالد ریگان                        |
| ۱۱ | ویلیام جیمز کرو       | ادمیرال ویلیام جیمز کرو (۲۰۰۷–۱۹۲۵)              | ۱ اکتبر ۱۹۸۵  | ۳۰ سپتامبر ۱۹۸۹ | ۳ سال، ۳۶۴ روز | نیروی دریایی ایالات متحده آمریکا          | کاسپار واینبرگر فرانک کارلوچی دیک چینی    | رونالد ریگان جرج اچ. دابلیو. بوش    |
| ۱۲ | کالین پاول            | ژنرال کالین پاول (۲۰۲۱–۱۹۳۷)                     | ۱ اکتبر ۱۹۸۹  | ۳۰ سپتامبر ۱۹۹۳ | ۳ سال، ۳۶۴ روز | نیروی زمینی ایالات متحده آمریکا           | دیک چینی لس آسپین                         | جرج اچ. دابلیو. بوش بیل کلینتون     |
| −  | دیوید المر جرمایا     | ادمیرال دیوید المر جرمایا (۲۰۱۳–۱۹۳۴) سرپرست     | ۱ اکتبر ۱۹۹۳  | ۲۴ اکتبر ۱۹۹۳   | ۲۳ روز         | نیروی دریایی ایالات متحده آمریکا          | لس آسپین                                  | بیل کلینتون                         |
| ۱۳ | جان شالیکاشویلی       | ژنرال جان شالیکاشویلی (۲۰۱۱–۱۹۳۶)                | ۲۵ اکتبر ۱۹۹۳ | ۳۰ سپتامبر ۱۹۹۷ | ۳ سال، ۳۴۱ روز | نیروی زمینی ایالات متحده آمریکا           | لس آسپین ویلیام پری ویلیام اس. کوهن       | بیل کلینتون                         |
| ۱۴ | هیو شلتون             | ژنرال هیو شلتون (زادهٔ ۱۹۴۲)                      | ۱ اکتبر ۱۹۹۷  | ۳۰ سپتامبر ۲۰۰۱ | ۳ سال، ۳۶۴ روز | نیروی زمینی ایالات متحده آمریکا           | ویلیام اس. کوهن دونالد رامسفلد            | بیل کلینتون جرج دابلیو. بوش         |
| ۱۵ | ریچارد مایرز          | ژنرال ریچارد مایرز (زادهٔ ۱۹۴۲)                   | ۱ اکتبر ۲۰۰۱  | ۳۰ سپتامبر ۲۰۰۵ | ۳ سال، ۳۶۴ روز | نیروی هوایی ایالات متحده آمریکا           | دونالد رامسفلد                            | جرج دابلیو. بوش                     |
| ۱۶ | پیتر پیس              | ژنرال پیتر پیس (زادهٔ ۱۹۴۵)                       | ۱ اکتبر ۲۰۰۵  | ۳۰ سپتامبر ۲۰۰۷ | ۱ سال، ۳۶۴ روز | سپاه تفنگداران دریایی ایالات متحده آمریکا | دونالد رامسفلد رابرت گیتس                 | جرج دابلیو. بوش                     |
| ۱۷ | مایک مالن             | ادمیرال مایک مالن (زادهٔ ۱۹۴۶)                    | ۱ اکتبر ۲۰۰۷  | ۳۰ سپتامبر ۲۰۱۱ | ۳ سال، ۳۶۴ روز | نیروی دریایی ایالات متحده آمریکا          | رابرت گیتس لئون پانه‌تا                    | جرج دابلیو. بوش باراک اوباما        |
| ۱۸ | مارتین دمپسی          | ژنرال مارتین دمپسی (زادهٔ ۱۹۵۲)                   | ۱ اکتبر ۲۰۱۱  | ۳۰ سپتامبر ۲۰۱۵ | ۳ سال، ۳۶۴ روز | نیروی زمینی ایالات متحده آمریکا           | لئون پانه‌تا چاک هیگل اشتون کارتر          | باراک اوباما                        |
| ۱۹ | جوزف دانفورد          | ژنرال جوزف دانفورد (زادهٔ ۱۹۵۵)                   | ۱ اکتبر ۲۰۱۵  | ۳۰ سپتامبر ۲۰۱۹ | ۳ سال، ۳۶۴ روز | سپاه تفنگداران دریایی ایالات متحده آمریکا | اشتون کارتر جیمز متیس مارک اسپر           | باراک اوباما دونالد ترامپ           |
| ۲۰ | مارک میلی             | ژنرال مارک میلی (زادهٔ ۱۹۵۸)                      | ۱ اکتبر ۲۰۱۹  | ۳۰ سپتامبر ۲۰۲۳ | ۳ سال، ۳۶۴ روز | نیروی زمینی ایالات متحده آمریکا           | مارک اسپر لوید آستین                      | دونالد ترامپ جو بایدن               |
| ۲۱ | چارلز براون           | ژنرال چارلز براون (زادهٔ ۱۹۶۲)                    | ۱ اکتبر ۲۰۲۳  | ۲۱ فوریه ۲۰۲۵   | ۱ سال، ۱۴۳ روز | نیروی هوایی ایالات متحده آمریکا           | لوید آستین پیت هگست                       | جو بایدن دونالد ترامپ               |
| −  | کریستوفر واتسون گریدی | ادمیرال کریستوفر واتسون گریدی (زادهٔ ۱۹۶۲) سرپرست | ۲۱ فوریه ۲۰۲۵ | ۱۱ آوریل ۲۰۲۵   | ۴۹ روز         | نیروی دریایی ایالات متحده آمریکا          | پیت هگست                                  | دونالد ترامپ                        |
| ۲۲ | دن کین                | ژنرال دن کین (زادهٔ ح. 1969)                      | ۱۱ آوریل ۲۰۲۵ | متصدی           | ۶۷ روز         | نیروی هوایی ایالات متحده آمریکا           | پیت هگست                                  | دونالد ترامپ                        |